# Dorothy L. Sayers
Dorothy Leigh Sayers (ur. 13 czerwca 1893 w Oksfordzie, zm. 17 grudnia 1957 w Witham) – angielska pisarka i tłumaczka, autorka powieści kryminalnych oraz esejów i sztuk teatralnych o tematyce chrześcijańskiej. Najbardziej znanym bohaterem powieści Dorothy L. Sayers jest lord Peter Wimsey.
Dorothy L. Sayers tłumaczyła i komentowała Boską komedię Dantego oraz Pieśń o Rolandzie. Napisała też szereg esejów o tematyce filozoficzno-teologicznej.

## Twórczość

### Powieści i opowiadania kryminalne z lordem Peterem Wimseyem
- Whose Body? (1923) (Czyje to ciało? Świat Książki 2012; Trup w wannie, Wydawnictwo Znak 2022[1])
- Clouds of Witness (1926) (Zastępy świadków, Wydawnictwo Znak 2022)
- Unnatural Death (1927)
- The Unpleasantness at the Bellona Club (1928) (Nieprzyjemność w klubie Bellona, 1986)
- Lord Peter Views the Body (1928) (zbiór opowiadań, Lord Peter ogląda zwłoki, 1986)
- Strong Poison (1930) (Zjadliwa trucizna, 1993, polskie przedwojenne wydanie: Gwałtowna trucizna, wydawnictwo J. Przeworskiego, 1938)
- The Five Red Herrings (1931)
- Have His Carcase (1932)
- Hangman's Holiday (1933) (zbiór opowiadań, Kat poszedł na urlop, 1987)
- Murder Must Advertise (1933) (Zbrodnia wymaga reklamy, 1938)
- The Nine Tailors (1934)
- Gaudy Night (1935)
- Busman's Honeymoon (1937)
- In the Teeth of the Evidence (1939) (zbiór opowiadań, Z dowodem w zębach, 1987)

### Inne powieści i opowiadania kryminalne
- The Documents in the Case (1930) (wspólnie z Robertem Eustace)
- The Floating Admiral (1931) (wspólnie z członkami Detection Club)
- Ask a Policeman (1933) (wspólnie z członkami Detection Club)
- The Sultry Tiger (1936) (pierwotnie pod pseudonimem)
- Double Death: a Murder Story (1939) (wspólnie z członkami Detection Club)
- The Scoop and Behind the Screen (1983) (pierwotnie publikowane w odcinkach w 1931 i 1930, wspólnie z członkami Detection Club, The Scoop przełożono na język polski jako Sensacja na pierwszą stronę, 1991)
- Crime on the Coast i No Flowers by Request (1984) (pierwotnie publikowane w odcinkach w 1953, wspólnie z członkami Detection Club)

### Pozostała twórczość i publicystyka
- Mind of the Maker (1941)
- Unpopular Opinions (1947)
- Are Women Human? (dwa eseje przedrukowane z Unpopular Opinions)
- Creed or Chaos?:Why Christians Must Choose Either Dogma or Disaster (Or, Why It Really Does Matter What You Believe)
- The Man Born to be King, cykl 12 sztuk z życia Jezusa (1941) (Człowiek, który został królem, 2002)
- Sayers on Holmes
- The Whimsical Christian
- Les Origines du Roman Policier: A Wartime Wireless Talk to the French: The Original French Text with an English Translation (tłum. i komentarze Suzanne Bray, Hurstpierpoint: Dorothy L. Sayers Society, 2003)

(lista niekompletna, brak tłumaczeń i części sztuk)